# اتفاقية اللوفر
كانت اتفاقية اللوفر (بالإنجليزية: Louvre Accord)‏ (رسميًا، بيان وزراء مالية مجموعة الستة ومحافظي البنوك المركزية )  اتفاقية تم توقيعها في 22 فبراير 1987 في باريس، بهدف تحقيق الاستقرار في أسواق العملات الدولية ووقف الانخفاض المستمر للدولار الأمريكي بعد عام 1985 الذي ظهرت فيه اتفاقية بلازا. وقد تم النظر إليها، من وجهة نظر العقد الدولي العلائقي، باعتبارها حل وسطي عقلاني بين طرفين مثاليين من الأنظمة النقدية الدولية: أسعار الصرف المرنة تماماً وأسعار الصرف الثابتة تماماً. تم التوقيع على الاتفاقية من قبل كندا وفرنسا وألمانيا الغربية واليابان والمملكة المتحدة والولايات المتحدة. تمت دعوة الحكومة الإيطالية لتوقيع الاتفاقية لكنها رفضت. 

## خلفية
كان اتفاق بلازا بمثابة مقدمة لاتفاقية اللوفر، والتي تم الاتفاق عليها خلال اجتماع وزراء مالية مجموعة السبع الذي عقد في نيويورك عام 1985 وكان يهدف إلى خفض قيمة الدولار الأمريكي مقارنة بالين الياباني والمارك الألماني. كانت الولايات المتحدة تعاني من عجز تجاري بينما كانت اليابان وعدد قليل من الدول الأوروبية تعاني من فائض تجاري إلى جانب نمو سلبي في الناتج المحلي الإجمالي. حاول وزير خزانة الولايات المتحدة وقتها جيمس بيكر معالجة الخلل من خلال تشجيع شركائه التجاريين على تحفيز اقتصاداتهم حتى يتمكنوا من شراء المزيد منها. وأكد أنه إذا لم ينمو هؤلاء الشركاء، فإنه سيسمح باستمرار انخفاض قيمة الدولار.
بعد اتفاق بلازا 1985، انخفضت قيمة الدولار، ليصل سعر صرفه إلى 150 ين مقابل الدولار الأميركي عام 1987. وبحلول هذا الوقت، انخفض سعر الصرف الاسمي للدولار مقابل العملات الأخرى بنسبة تزيد عن 25%. واجتمع وزراء مالية دول مجموعة السبع في وزارة المالية الفرنسية، التي كانت تقع آنذاك داخل قصر اللوفر في باريس، بهدف الحد من هذا التراجع وتثبيته حول المستويات السائدة. ربما ساعد اتفاق اللوفر في منع الركود لأنه منع الدولار الأمريكي من الانخفاض بشكل أكبر مقارنة بالعملات الأخرى.

## الأحكام
وافقت فرنسا على خفض عجز ميزانيتها بنسبة 1% من الناتج المحلي الإجمالي وخفض الضرائب بنفس القدر على الشركات والأفراد. ستسعى اليابان إلى تقليص فائضها التجاري وخفض أسعار الفائدة. ستعمل المملكة المتحدة على خفض الإنفاق العام وخفض الضرائب. أما ألمانيا والتي تعد الهدف الحقيقي من هذه الاتفاقية بسبب موقعها الاقتصادي الرائد في أوروبا، سوف تعمل على خفض الإنفاق العام، وخفض الضرائب على الأفراد والشركات، والحفاظ على أسعار الفائدة منخفضة. كانت الولايات المتحدة ترغب في خفض عجزها المالي عام 1988 إلى 2.3% من الناتج المحلي الإجمالي من 3.9% عام 1987، وخفض الإنفاق الحكومي بنسبة 1% عام 1988، والحفاظ على أسعار الفائدة منخفضة. 

## التأثير

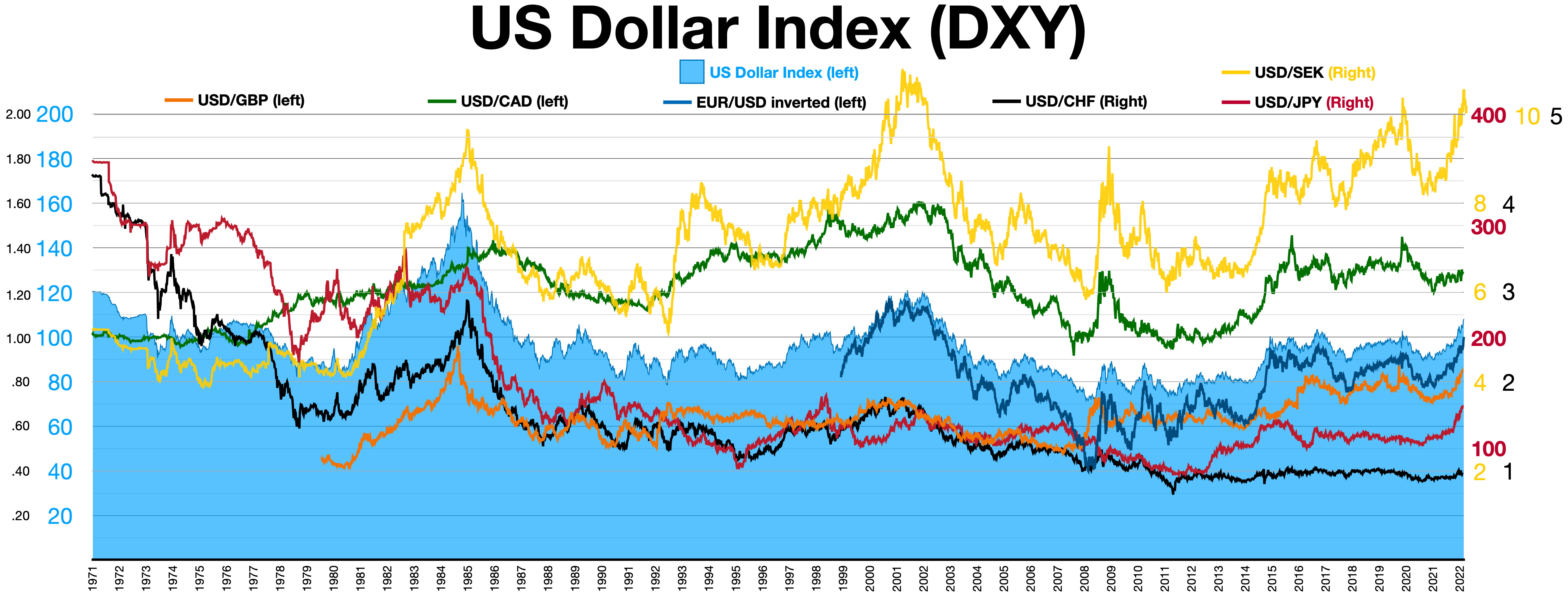

واصل الدولار الأمريكي ضعفه عام 1987 مقابل المارك الألماني وغيره من العملات الرئيسية، حتى وصل إلى أدنى مستوى له عند 1.57 مارك مقابل الدولار و121 ين مقابل الدولار في أوائل عام 1988. ثم تعزز الدولار على مدى الأشهر الثمانية عشر التالية، ليصل إلى أكثر من 2.04 مارك مقابل الدولار و160 ين مقابل الدولار، بالتزامن مع قيام بنك الاحتياطي الفيدرالي برفع أسعار الفائدة بشكل كبير، من 6.50% إلى 9.75%.

## انظر ايضا
- اتفاق بلازا